# Parken
Parken je fotbalový stadion v dánské Kodani, který byl vybudován v letech 1990–1992. Je domovem FC Kodaň a dánského národního týmu. V současnosti má pro fotbalové zápasy kapacitu 38 065 míst.

## Historie
Stadion Parken byl vybudován na místě bývalého dánského národního stadionu Idrætsparken. Poslední mezinárodní zápas se na Idrætsparken hrál 14. listopadu 1990, kdy Dánové v kvalifikačním utkání o EURO 1992 podlehli Jugoslávii 0:2. Na novém stadionu Parken se poprvé hrálo 9. září 1992, kdy Dánové opět podlehli, tentokrát v přípravném zápase Německu 1:2.

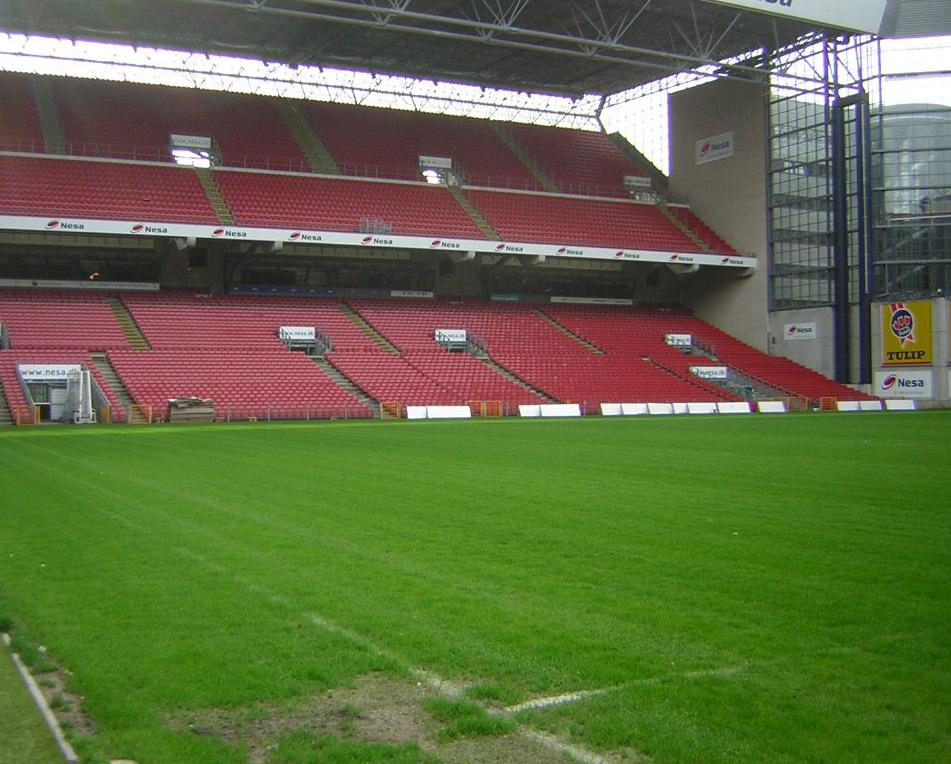
Stadion Parken zevnitř.

Stadion byl postaven společnosti Baltic Finans A/S, přičemž dánský fotbalový svaz této společnosti přislíbil, že v příštích patnácti letech se všechna domácí utkání dánského národního týmu odehrají zde. Rekonstrukce stála 640 miliónů dánských korun. V roce 1998 prodala společnost Baltic Finans A/S stadion klubu FC Kodaň za 138 miliónů dánských korun.